# Assegurança de mort accidental i desmembrament
En el món de les assegurances, la pòlissa d’accidents i invalidesa, coneguda habitualment com a assegurança d'accidents, és una pòlissa que cobreix el beneficiari si la causa de la mort és un accident. Es tracta d'una forma limitada d'assegurança de vida generalment menys cara que aquesta i que, en alguns casos, es pot afegir com una prestació addicional a una assegurança de vida ja existent.

## Mort accidental
En cas de mort accidental, aquesta assegurança pagarà una indemnització suplementària a la de qualsevol assegurança de vida, però només fins a un import fix, independentment de qualsevol altra assegurança que el client pugui tenir a la mateixa asseguradora. Això s'anomena doble assegurança i sovint està disponible fins i tot quan l’assegurança d’accidents no és més que un complement al pla d’assegurança de vida habitual. Alguns dels accidents que cobreix inclouen accidents de trànsit, exposició, homicidi, caigudes, accidents amb maquinària pesant i ofegament. Les morts accidentals són la cinquena causa principal de mortalitat als Estats Units i al Canadà.
L'assegurança d’accidents no és una forma d'inversió i, per tant, els clients paguen només per un servei de protecció continuada. La majoria de les pòlisses s'han de renovar periòdicament (amb unes condicions revisades), tot i que sovint el consentiment del client es pressuposa implícitament amb la renovació.

## Exempcions habituals
Totes les companyies asseguradores tenen una llista d'esdeveniments i circumstàncies que anul·len el dret dels assegurats a la indemnització per mort accidental. Les morts per malaltia, suïcidi, accident d’aviació no comercial, ferida de guerra i causes naturals generalment no estan cobertes per aquestes pòlisses. De la mateixa manera, és molt probable que les morts ocorregudes sota la influència de l’alcohol o de qualsevol medicament que no hagi estat receptat estiguin exemptes de cobertura. La sobredosi amb substàncies tòxiques o nocives i les lesions d'un atleta durant un esdeveniment esportiu professional també poden invalidar el dret a reclamar.
Algunes companyies d'assegurances poden adaptar la cobertura de l’assegurança als seus clients per a incloure alguns dels riscos anteriors, però cada ampliació anirà acompanyada d'un augment en les primes.
A causa d'aquestes restriccions, el procés de reclamació de la indemnització pot ser relativament llarg; pot ser que s'hagi de sotmetre el difunt una autòpsia o que l'accident hagi de ser investigat oficialment abans que l'asseguradora aprovi una reclamació.

## Invalidesa
Es pagarà un percentatge del capital assegurat a l'empleat a qui cobreix l’assegurança si aquest perd un membre o la vista a causa d'un accident. A més, generalment aquestes pòlisses cobreixen la pèrdua d'altres parts del cos com els dits de les mans i els peus, la vista, i també la paràlisi permanent. El tipus de lesió i l’import coberts varien segons l'asseguradora i el tipus de pòlissa, i són enumerats explícitament en les condicions de l'assegurança.